# John Simonsen (Chemiker)

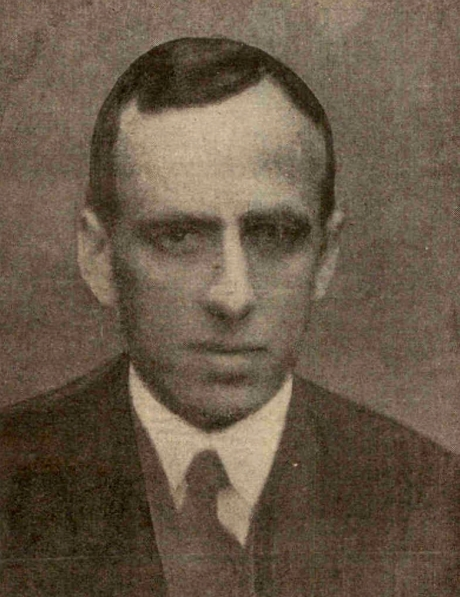
Bild des Chemikers Simonsen

John Lionel Simonsen (* 22. Juli 1884 in Levenshulme, Manchester; † 20. Februar 1957 in London) war ein englischer Chemiker (Organische Chemie). 
Simonsen, dessen Eltern aus Dänemark kamen (sein Vater war Kaufmann), besuchte die Manchester Grammar School und studierte an der University of Manchester, an der er 1904 seinen Bachelor-Abschluss mit Bestnoten erwarb, 1909 einen D.Sc. erhielt und ein Schüler von William Henry Perkin junior war. 1907 wurde er Assistant Lecturer und Demonstrator in Manchester. Vor dem Ersten Weltkrieg war er in Madras, wo er ab 1910 Professoren-Kollege von Charles Gibson am Presidency College war. Während Gibson nach Kriegsausbruch nach England ging, blieb Simonsen in Indien, wo er Kontrolleur für Öl und Berater des Indian Munitions Board war. Außerdem gründete er 1914 die Indian Science Congress Association, deren Sekretär er bis 1926 war. Von 1919 bis 1925 war er Chefchemiker des Forest Research Institute und College in Dehra Dun und 1925 bis 1928 Professor am Indian Institute of Science in Bangalore. 1928 kehrte er nach England zurück, wo er zunächst Kollege von Gibson am Guy´s Hospital in London war. 1930 wurde er Professor an der University of Wales in Bangor (Wales), was er bis 1942 blieb. 1943 bis 1952 war er Forschungsdirektor des Colonial Products Research Council (später Tropical Products Research Council). 1945 wurde er Mitglied des Agricultural Research Council.
Simonsen befasste sich mit der Chemie von Naturstoffen, besonders Terpene und Sesquiterpene. Zum Beispiel entdeckte er Caren in indischem Terpentin. Er arbeitete häufig mit A. E. Bradfield und A. R. Penfield, Direktor des Museum of Art and Sciences in Sydney, der ihn mit interessanten neuen Naturstoffen versorgte. Er war in erster Linie Experimentator und hatte wenig Interesse an Theorie.
Ein Besuch mit Robert Robinson in der Karibik und den USA 1944 führte zur Gründung des Mikrobiologie-Forschungsinstituts in Trinidad und der effektiven Bekämpfung von Moskitos an der Küste von British Guiana, was die Kindersterblichkeit erheblich reduzierte. 1946 besuchte er Süd- und Ostafrika mit Ian Heilbron.
1950 erhielt er die Davy-Medaille. Er war ab 1932 Fellow der Royal Society. 1949 wurde er geadelt. 1949 erhielt er den Fritzsche Award der American Chemical Society. Er war Ehrendoktor in St. Andrews, Malaysia und Birmingham.
Zu seinen Doktoranden zählt Ewart Jones.
Er heiratete 1913 und hatte eine Tochter.